# 范舍乐
范舍乐（？—？），代人，代郡（今山西省大同市）人，北魏、东魏、北齐官员。

## 生平
范舍乐有武艺，气力过人。北魏末年，范舍乐跟随崔暹、李崇等人征战有军功，出任统军。范舍乐后加入尔朱荣军中，屡次有战功，出任都督，之后跟随尔朱兆在梁郡击败纥豆陵步藩。高欢在信都起兵时，范舍乐背弃尔朱兆归附信都，跟随高欢在广阿之战、韩陵之战击败尔朱兆，都有军功，获赐爵平舒男。范舍乐经常随军出征，多立战功，出任相府左厢大都督，很快外任东雍州刺史。高澄继承霸府，范舍乐封平舒县侯，加仪同。天保年间，范舍乐进位开府。